# King (casa discografica italiana)
La King, abbreviazione di King Universal, è stata una casa discografica italiana, attiva dal 1962 fino alla prima metà degli anni '70.

## Storia
La King Universal fu fondata nel 1962 dal celebre cantante napoletano Aurelio Fierro, con l'intenzione di dar vita a una casa discografica di livello nazionale anche a Napoli; le grandi etichette infatti si trovavano per lo più a Roma o a Milano.
Si trovava in via Egiziaca a Pizzofalcone 41a, nei locali in cui un tempo trasmetteva Radio Napoli, in pratica la prima sede napoletana della Rai.
Le prime pubblicazioni facevano esclusivo riferimento al fondatore Aurelio Fierro, anche se poi quest'ultimo si concentrò, insieme alla moglie Marisa, soprattutto nella direzione e produzione discografica di altri artisti, primo fra tutti il cantante e autore Peppino Gagliardi.
Oltre a distribuire anche altri artisti napoletani, come Tony Astarita, la King scritturò anche artisti di altre aree, come Donatella Moretti, e di genere anche sperimentale, come l'esponente del free-jazz italiano Mario Schiano.
La King Universal, inoltre, distribuiva anche alcune piccole sotto etichette come la Star.
Con la crisi della discografia negli anni '70 la King cessò le attività.

## Dischi
La datazione qui riportata si basa sull'etichetta del disco o sulla copertina; qualora nessuno di questi elementi abbia una datazione, è basata sulla numerazione del catalogo; talora è, infine, basata sul codice della matrice di stampa. Se esistenti, sono riportati, oltre all'anno, il mese e il giorno (quest'ultimo dato si trova, a volte, stampato sul vinile).

### 33 giri - Serie LFK
| Numero di catalogo | Anno | Interprete                                              | Titoli                                |
| ------------------ | ---- | ------------------------------------------------------- | ------------------------------------- |
| LFK 0062002        | 1963 | Aurelio Fierro                                          | 10 anni di successo                   |
| LFK 0062003        | 1963 | Aurelio Fierro e la Compagnia Dialettale Napoletana     | La Sceneggiata napoletana             |
| LFK 0062005        | 1966 | Tony Astarita                                           | Serenata 'mbriaca                     |
| LFK 0062008        | 1968 | Esecutori vari                                          | 16º Festival di Napoli                |
| LFK 0065002        | 1969 | Compagnia di prosa Napoletana diretta da Nello Langella | La vera storia del soldato e la bruna |

### 33 giri - Serie NLP
| Numero di catalogo | Anno | Interprete        | Titoli                         |
| ------------------ | ---- | ----------------- | ------------------------------ |
| NLP 101            | 1971 | Peppino Gagliardi | Un anno...tante storie d'amore |
| NLP 102            | 1972 | Peppino Gagliardi | I sogni miei non hanno età     |
| NLP 103            | 1972 | Bruno Nicolai     | L'arma meravigliosa            |
| NLP 105            | 1972 | Peppino Gagliardi | Le mie immagini                |
| NLP 106            | 1973 | Peppino Gagliardi | ...sempre...                   |
| NLP 110            | 1974 | Mario Schiano     | On the waiting list            |
| NLP 112            | 1974 | Spirale           | Spirale                        |

### 33 giri - Serie NLU
| Numero di catalogo | Anno | Interprete        | Titoli                           |
| ------------------ | ---- | ----------------- | -------------------------------- |
| NLU 62011          | 1970 | Tony Astarita     | Nu peccatore                     |
| NLU 62014          | 1971 | Donatella Moretti | Storia di storie                 |
| NLU 62016          | 1972 | Donatella Moretti | Conto terzi                      |
| NLU 62019          | 1972 | Gruppo 2001       | L'Alba di Domani                 |
| NLU 62020          | 1973 | Gianfranco Funari | Ma io non canto... faccio finta! |
| NLU 62022          | 1974 | Donatella Moretti | In prima persona                 |

### 45 giri
Pur cambiando in certi casi il prefisso, da AFK a NSP, la numerazione è tuttavia progressiva
| Numero di catalogo | Anno | Interprete                                     | Titoli                                                       |
| ------------------ | ---- | ---------------------------------------------- | ------------------------------------------------------------ |
| AFK 56000          | 1963 | Aurelio Fierro                                 | Peppino 'o suricillo/Maurizio                                |
| AFK 56001          | 1963 | Aurelio Fierro                                 | Occhi neri e cielo blu/La ballata del pedone                 |
| AFK 56002          | 1963 | Aurelio Fierro                                 | Un cappotto rivoltato/Non costa niente                       |
| AFK 56003          | 1963 | Aurelio Fierro                                 | 'O marenaro/Zappatore                                        |
| AFK 56004          | 1963 | Aurelio Fierro                                 | Carcere/'A legge                                             |
| AFK 56005          | 1963 | Aurelio Fierro                                 | 'O festino/Carcerato                                         |
| AFK 56009          | 1963 | Aurelio Fierro                                 | Bossanova italiano/Ho rubato la luna                         |
| AFK 56010          | 1963 | Umberto Boselli                                | Tu nun vuò bene a nisciuno/'Nzieme a tte                     |
| AFK 56011          | 1963 | Aurelio Fierro                                 | Quanto me piace/L'ammore è nu murzillo sapurito              |
| AFK 56012          | 1963 | Aurelio Fierro                                 | Scugnezziello/Ma che parlo a fà                              |
| AFK 56013          | 1963 | Aurelio Fierro                                 | Maria yè yè/Tango italiano                                   |
| AFK 56014          | 1963 | Aurelio Fierro                                 | Preghiera napulitana/Limbo napoletano                        |
| AFK 56018          | 1963 | Aurelio Fierro                                 | 'O capitone/A cantata d'e pasture                            |
| AFK 56019          | 1964 | Aurelio Fierro                                 | Sole, pizza e amore/Balliamo il tango                        |
| AFK 56021          | 1964 | Aurelio Fierro                                 | Torna al tuo paesello/Partire                                |
| AFK 56023          | 1964 | Aurelio Fierro                                 | Vivere/La mia canzone al vento                               |
| AFK 56023          | 1964 | Aurelio Fierro                                 | Mamma ca passa Ciccio!/Pizzicarella                          |
| AFK 56026          | 1964 | Aurelio Fierro                                 | Che mi tuffo a far.../'O bikine/Che caldo                    |
| AFK 56028          | 1964 | Ambra Borelli                                  | In questo momento/Non ho bisogno di te                       |
| AFK 56029          | 1964 | Mirna Doris                                    | 'Mparame a vulè bene/Serenata 'e mezaluna                    |
| AFK 56030          | 1964 | Aurelio Fierro                                 | Mo (me ne vaco a Pusilleco/Canzona profumata (Bella...bè)    |
| AFK 56032          | 1964 | Aurelio Fierro                                 | Nun m'abbraccià (con Mirna Doris) /L'eterno caporale         |
| AFK 56033          | 1964 | Aurelio Fierro                                 | Hully gully paesano/La gonna scozzese                        |
| AFK 56035          | 1964 | Aurelio Fierro                                 | Lazzarella/Tu sì a malincunia                                |
| AFK 56040          | 1965 | Gloria Christian                               | Quando si dice Napoli/Letkiss napulitano                     |
| AFK 56041          | 1965 | Aurelio Fierro                                 | Si 'a gente se facesse 'e fatte suoje.../Totonno 'o nirone   |
| AFK 56042          | 1965 | Aurelio Fierro                                 | Serenata all'acqua 'e mare/Vulesse nu favore                 |
| AFK 56043          | 1965 | Gloria Christian                               | Scordame/Veleno doce                                         |
| AFK 56044          | 1965 | Tony Astarita                                  | 'A vita mia/Cara Maria                                       |
| AFK 56046          | 1965 | Enzo Del Forno                                 | Tu stasera sì Pusilleco/Giovane d'onore                      |
| AFK 56047          | 1965 | Tony Astarita                                  | Serenata all'acqua 'e mare/Doje catene                       |
| AFK 56048          | 1966 | Tony Astarita                                  | La cotta/E piangerai                                         |
| AFK 56054          | 1966 | Tony Astarita                                  | Che chiagne a fa'/Lacreme d'autunno                          |
| AFK 56057          | 1966 | Vito Russo e i 4 Conny                         | Diciott'anne/L'ultima sera d'ammore                          |
| AFK 56058          | 1966 | Tony Astarita                                  | Scugnizza/E si stata tu!                                     |
| AFK 56063          | 1966 | Vito Russo e i 4 Conny                         | Cos'hai/Mi piace tanto                                       |
| AFK 56066          | 1967 | Aurelio Fierro                                 | Pulecenella 'o core 'e Napule/'A minigonna                   |
| AFK 56067          | 1967 | Aurelio Fierro                                 | Mare pittato 'e luna/Sbagliasse maie 'na vota                |
| AFK 56068          | 1967 | Tony Astarita                                  | Biancaneve/Tu chiagne                                        |
| AFK 56071          | 1967 | Nora Palladino                                 | Notte 'e nustalgia/Canzona luciana                           |
| AFK 56072          | 1967 | Wanda Romanelli                                | Napule vò cantà!.../'Na lacrema                              |
| AFK 55003          | 1967 | Raoul                                          | Stranger/Vento e whisky                                      |
| AFK 55015          | 1967 | Gli Stranieri                                  | Il primo natale beat/Beato te...beati voi                    |
| AFK 55020          | 1967 | Gianni Desideri (lato A) / Cris Baker (lato B) | Tutti i giorni/Sweetheart Trumpet                            |
| AFK 55022          | 1967 | Wanda Romanelli                                | Il ballo della mela/Ritmando in sol                          |
| AFK 56073          | 1967 | Aurelio Fierro                                 | 'O matusa/'O vesuvio                                         |
| AFK 56076          | 1968 | Tony Astarita                                  | Chiudi la tua finestra/Il pianto dell'addio                  |
| AFK 56080          | 1968 | Aurelio Fierro                                 | 'O trapianto/'O timido                                       |
| AFK 56081          | 1968 | Tony Astarita                                  | 'E carezze d'o munno/Mille pagine d'ammore                   |
| AFK 56082          | 1968 | Tony Astarita                                  | Core spezzato/Rossa                                          |
| AFK 56084          | 1968 | Enza Nardi                                     | 'O trapianto/L'amore...                                      |
| AFK 56086          | 1968 | Aurelio Fierro                                 | Ricordo 'e maggio/Stornellaccio beat                         |
| AFK 56088          | 1968 | I Quattro del Sud                              | Erano giorni/Dai, dai brinda                                 |
| AFK 56090          | 1968 | Tony Astarita                                  | I giorni che non sei qui con me/Il mondo è splendido         |
| AFK 56095          | 1968 | Nora Palladino                                 | Chiudo gli occhi e conto fino a sei/Non volevo farti male    |
| AFK 56096          | 1969 | Ivan Daniele                                   | Se un giorno gli occhi tuoi/Un minuto al giorno              |
| AFK 56098          | 1969 | Monica Miguel                                  | Samba dei fiori/Guardami                                     |
| AFK 56100          | 1969 | Tony Astarita                                  | Arrivederci mare/Amore ti ringrazio                          |
| AFK 56101          | 1969 | Tony Astarita                                  | Tu felicità/'O bene mio pè te                                |
| AFK 56102          | 1969 | Aurelio Fierro                                 | Giuvanne simpatia/Vocca busciarda                            |
| AFK 56103          | 1969 | Aurelio Fierro                                 | Preghiera a 'na mamma/Non c'è due senza tre                  |
| AFK 56104          | 1969 | Tony Astarita                                  | Ciento notte/Nu peccatore                                    |
| AFK 56107          | 1970 | Tony Astarita                                  | La paloma/Un giocattolo vero                                 |
| AFK 56108          | 1970 | Peppino Gagliardi                              | Settembre/Pensando a cosa sei                                |
| AFK 56109          | 1970 | Mario Trevi                                    | Malacatena/Nun è tutt'oro                                    |
| AFK 56112          | 1970 | Mario Trevi                                    | Sulitario/Onore                                              |
| AFK 56113          | 1970 | Mario Trevi                                    | Ricordo 'e 'nnammurate/Chi sbaglia pava                      |
| AFK 56118          | 1970 | Peppino Gagliardi                              | Ti amo così/Ti voglio                                        |
| AFK 56119          | 1970 | Peppino Gagliardi                              | Accanto a chi/Sabato sera                                    |
| AFK 56120          | 1971 | Peppino Gagliardi                              | Sempre...sempre/Gocce di mare                                |
| NSP 56122          | 1971 | Bruno Filippini                                | Pace e bene/Un collare d'argento                             |
| NSP 56123          | 1971 | Ivan Daniele                                   | E ricordo.../Un ragazzo finito                               |
| NSP 56124          | 1971 | I D'Auria ed Enrico Lazzareschi                | Concerto per la creazione/... E tu sei con me                |
| AFK 56127          | 1971 | Gruppo 2001                                    | Avevo in mente Elisa/Quella strana espressione               |
| AFK 56128          | 1971 | Peppino Gagliardi                              | La ballata dell'uomo in più/Passerà                          |
| NSP 56129          | 1971 | Donatella Moretti                              | Aspetto l'alba e ascolto Bach/Sulla strada che porta al mare |
| NSP 56131          | 1972 | Peppino Gagliardi                              | Come le viole/Le mie immagini                                |
| AFK 56134          | 1972 | Gruppo 2001                                    | Messaggio/Una bambina... una donna                           |
| AFK 56135          | 1972 | Peppino Gagliardi                              | Signorinella/La piazzetta è quella                           |
| NSP 56136          | 1972 | Donatella Moretti                              | Io per amore/La ballata del disoccupato                      |
| AFK 56137          | 1972 | Enrico Lazzareschi                             | Corri cavallo/Sotto il canape                                |
| NSP 56139          | 1973 | Peppino Gagliardi                              | Come un ragazzino/Ricordando                                 |
| AFK 56140          | 1973 | Gruppo 2001                                    | Angelo mio/L'anima                                           |
| NSP 56141          | 1973 | Baby Regina                                    | Credi, credi, credi/Una piccola poesia                       |
| NSP 56142          | 1974 | Tony Astarita                                  | Stanotte mbraccio a te/L'avventuriero                        |
| NSP 56143          | 1974 | Donatella Moretti                              | Io in prima persona/Il re di vetro                           |
| NSP 56144          | 1974 | Piersalis                                      | Vedrai che poi.../Con un abbraccio, con un sorriso           |
| AFK 56145          | 1975 | Gianni Migliardi                               | Sei stata tu/Non era primavera                               |
| AFK 56146          | 1975 | Mario Musella                                  | Innamorata mai/Domani, tra un anno...chissà                  |

### 45 giri - Catalogazione 58
| Numero di catalogo | Anno | Interprete          | Titoli                                        |
| ------------------ | ---- | ------------------- | --------------------------------------------- |
| AFK 58000          | 1973 | Zampognari molisani | Novena di Gesù bambino/Tu scendi dalle stelle |

lAFK/N55027
l "1967"
l Paolo Borghese
l Tu sei sempre nel mio cuore/Mio figlio